# Brent Wright
Brindley Wright (Miami, Florida, 5. lipnja 1978.) je američki profesionalni košarkaš. Igra na poziciji krilnog centra, a trenutačno je bez kluba.  

## Karijera
Karijeru je započeo na sveučilištu Florida, a ondje provodi tri sezone. U veljači 2002. seli se u Italiju i potpisuje ugovor do kraja sezone s drugoligašem Celanom Bergamom. U sezoni 2002./03. odlazi u Izrael i potpisuje za Maccabi Haifu. Sljedeće sezone odlazi iz Izraela i odlazi u švedsku Plannju Basket. U sezoni 2004./05. bio je član latvijskog Ventspilsa, a sljedeće sezone bio je član belgijskog Oostendea. U Belgiji je prosječno postizao 14,9 poena i 6,8 skokova u 34 odigrane utakmice. Kako je Cibona slagala momčad za sljedeću sezonu, Wright u srpnju 2006. potpisuje jednogodišnji ugovor s hrvatskim NLB ligašem. U dresu Cibone je u Euroligi prosječno postizao 12,9 poena i 8 skokova u 14 odigranih utakmica. S istekom ugovora Wright odlazi iz Cibone i odlazi u ruski Ural Great, a sezonu 2008./09. započinje u ukrajinskom BC Kijevu. Kijevski klub se je našao u problemima zbog financijske krize i klub u tom trenutku otpušta sve strance (Penna, Bajramovića, Wrighta...). U tom trenutku Wright postaje slobodan igrač i ubrzo se javlja Cibona u vezi njegovog dolaska. Dana 27. siječnja 2009. potpisuje za zagrebačku Cibonu i ondje će ostati do kraja sezone NLB natjecanja. Ugovor će se produžiti ako Cibona bude imala financijskih mogućnosti. Završetkom regularnog dijela NLB lige počinje jednomjesečna pauza kojom se klubovi pripremaju za Final Four, a u tom vremenu paralelno se igraju domaća košarkaška natjecanja. U 2. kolu hrvatske A-1 HKL 2008./09., Wright se nije pojavio na letu za Dubrovnik, gdje je klub igrao kod istoimene momčadi. To je dovelo do usporedbe s bivšim Ciboninim igračem Damirom Markotom koji je u predsezoni iste godine napravio gotovu identičan potez kada se nije pojavio na avionu za Sankt Peterburg gdje su Vukovi igrali pripremni turnir. Wrightu je nakon ovog incidenta priopćeno kako klub više ne računa na njega, usprkos tome što je kao obrazloženje svojih razloga naveo bolest svoje bake. U dresu Vukova je za 22 minute provedene na parketu u prosjeku ubacivao 8 poena, 4 skoka te po jednu asistenciju, blokadu i ukradenu loptu.

## Vanjske poveznice
- Profil na Euroleague.net
- Profil na NLB.com